# Ophiorrhiza solandri
Ophiorrhiza solandri är en måreväxtart som beskrevs av Berthold Carl Seemann. Ophiorrhiza solandri ingår i släktet Ophiorrhiza och familjen måreväxter. Inga underarter finns listade i Catalogue of Life.